# قانون ريد
ينص قانون ريد على الآتي: نص أ ّولي: "نجاعة أي شبكة ا ّتصال تزداد بشكل أ ّسي كلما زاد حجمها".
وبالرموز: "كلما َكبر حجم الشبكة N، تقترب نجاعة الشبكة أكثر فأكثر من 2N
لفهم هذا النص، ُنشير إلى أن رؤية ريد المتعلقة بنجاعة الشبكة، ترى أن نجاعة أي شبكة لا ترتبط فقط بمجمل ُمر ّكباتها، وإنما بما تختزنه من إمكانيات تشكيل لمجموعات ُجزئية منها . ُتفيدنا الرياضيات بأن أي مجموعة ُمكونة من N عناصر مختلفة، فإن عدد مجموعاتها الجزئية هو 2N. من هذه المجموعات الجزئية، يجب استثناء المجموعة الخالية وكل المجموعات المكونة من عنصر واحد، لأن الشبكة المكونة من عنصر واحد لا تستطيع القيام بأي ا ّتصال. واضح أن عدد المجموعات الجزئية المكونة من عنصر واحد هو N. لذلك يجب استثناء (N+1) مجموعات ُجزئية من العدد الكلي لهذه المجموعات، وهو 2N.
من هنا، فإن عدد المجموعات الجزئية الفعالة في شبكة ا ّتصال حجمها N، هو M= 2N − N – 1. هذا المقدار، من وجهة نظر ريد، ُيمثل النجاعة الحقيقية للشبكة. والمهم في الأمر، أنه كلما َكبر N ، فإن قيمته ُتصبح ُمهملة قيا ًسا لمقدار 2N.
ولفهم ذلك يكفي أن نختار على سبيل المثال (N=20) ، عندئذ : 2N = 1,048,576 :بينما 2N −N–1 = 1,047,555،
واضح أن الفرق بين هذين المقدارين أصبح صغيرا، ولذلك ُيمكن تجاهله. فما بالُك عندما يصل N إلى مئات الآلاف أو إلى الملايين ؟! وهذا ما قصده ريد؛
أي كلما َكبر حجم الشبكة اقتربت نجاعتها M من 2N